# Jürgen Trittin

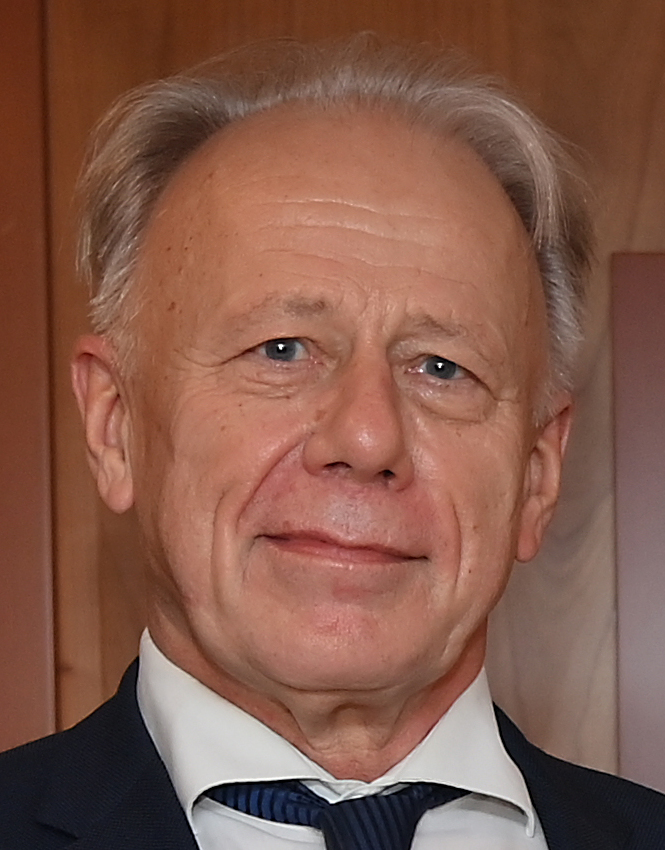
Jürgen Trittin (2022)

Jürgen Trittin (* 25. Juli 1954 in Bremen-Vegesack) ist ein ehemaliger deutscher Politiker (Bündnis 90/Die Grünen). Er war von 1998 bis 2024 Mitglied des Deutschen Bundestages.
Von Juni 1990 bis Juni 1994 war Trittin niedersächsischer Minister für Bundes- und Europaangelegenheiten und von Oktober 1998 bis November 2005 Bundesminister für Umwelt, Naturschutz und Reaktorsicherheit. Von 2005 bis 2009 war er einer der stellvertretenden Vorsitzenden der Bundestagsfraktion der Grünen; von 2009 bis 2013 war er neben Renate Künast deren Vorsitzender. Von 2014 bis 2023 war er Mitglied im Auswärtigen Ausschuss. 
Bei der Bundestagswahl 2013 war er zusammen mit Katrin Göring-Eckardt Spitzenkandidat seiner Partei.

## Familie
Jürgen Trittin wurde als Sohn des Prokuristen Klaus Trittin (1923–1998) und dessen Frau Helene Anna, geb. Schröder (1930–2024), in Bremen-Vegesack geboren und wuchs zusammen mit zwei jüngeren Geschwistern in bürgerlichen Verhältnissen auf; sein Großvater war Bankdirektor in Delmenhorst. Trittins Vater war Mitglied der Waffen-SS und später Leiter des Rechnungswesens und Prokurist in der Bremer Tauwerk-Fabrik F. Tecklenborg und Co. in Bremen-Vegesack. Zudem war er bis 1991 Prokurist der Kleine Wolke Textilgesellschaft und der Classic Haushaltsgeräte GmbH.
Während des Zweiten Weltkriegs diente er ab 1941 als Freiwilliger in der Waffen-SS im Fronteinsatz, zuletzt als Zweiundzwanzigjähriger im Rang eines SS-Obersturmführers. Er kämpfte bis zur bedingungslosen Kapitulation im Osten auf der Halbinsel Hela in der Danziger Bucht, von der laufend Verwundeten- und Flüchtlingstransporte über die Ostsee nach Westen erfolgten. Bis 1950 war Klaus Trittin in sowjetischer Kriegsgefangenschaft. Seine Vergangenheit ließ ihn – nach Aussagen des Sohnes – nicht mehr los. Er redete, anders als viele seiner Zeitgenossen, offen darüber, auch gegenüber seinen Kindern. In einem Interview berichtete Jürgen Trittin von einem Besuch des KZ Bergen-Belsen, zu dem er als 15-Jähriger gemeinsam mit seinem Bruder vom Vater mitgenommen worden war. Dabei habe Klaus Trittin seinen Söhnen gesagt: „Guckt euch das an, das haben wir verbrochen. So etwas dürft ihr nie wieder zulassen.“

## Bildungsweg, Beruf
Trittin wurde konfirmiert und war bei den Pfadfindern. Wegen des Schweigens der Kirche zum Massaker von My Lai trat er als Gymnasiast aus der Kirche aus. 
Trittin absolvierte 1973 das Abitur am Gerhard-Rohlfs-Gymnasium in Bremen-Vegesack und begann im April 1974 mit der Ableistung von sechs der fünfzehn Monate seines Grundwehrdienstes bei der Bundeswehr in Bremen; seine Kriegsdienstverweigerung (KDV) war zunächst nicht anerkannt worden, weil sie politisch und nicht mit dem Gewissen begründet worden war. 
Nachdem er erfolgreich beim Verwaltungsgericht gegen diese Entscheidung geklagt hatte, leistete er ab Januar 1975 Zivildienst in einem Heim für schwer erziehbare Jungen bei Bremen.
Er absolvierte von 1973 bis 1981 ein Studium der Sozialwissenschaften an der Georg-August-Universität Göttingen, das er als Diplom-Sozialwirt abschloss. Danach arbeitete er als wissenschaftlicher Mitarbeiter an der Universität Göttingen.

## Privates
Trittin hat eine Tochter, die er adoptiert hat, als er Mitte zwanzig war, und eine Enkeltochter. Trittin erlitt 2010 einen Herzinfarkt, der keine bleibenden gesundheitlichen Schäden hinterließ und den er einer genetischen Prädisposition zuschrieb. Seit Dezember 2013 ist er verheiratet.

## Politik

### Kommunistischer Bund und Gründung der Grünen
Im Alter von fünfzehn Jahren nahm er an Demonstrationen in Bremen teil. Während seines Studiums (1977) war Trittin für die Sozialistische Bündnisliste (SBL), einen Zusammenschluss aus maoistischem Kommunistischem Bund (KB), Mitgliedern der trotzkistischen Gruppe Internationale Marxisten (GIM) und weiteren linksradikalen Studenten, Mitglied im Fachschaftsrat Sozialwissenschaften. Die SBL koalierte mit der Sponti-Gruppe Bewegung undogmatischer Frühling (BUF) und stellte 1977/78 den Allgemeinen Studentenausschusses (AStA) der Universität Göttingen, der wiederum die Studentenzeitung Göttinger Nachrichten herausgab, die im April 1977 den Buback-Nachruf und damit eine Auseinandersetzung mit den Sympathien für den Mord am damaligen Generalbundesanwalt Siegfried Buback veröffentlichte. Die Süddeutsche Zeitung (SZ), die tz und die Abendzeitung stellten 2001 klar, Trittin sei nie Mitglied der Redaktion gewesen. Auch der damalige AStA-Vorsitzende Jürgen Ahrens bestritt eine Beteiligung Trittins, wie es die Bildzeitung behauptet hatte. Trittin verteidigte in den 1970er Jahren den Nachruf, was er später als „schweren Fehler“ bezeichnete. 1978 kandidierte er zum ersten Mal auf der Liste demokratischer Kampf (LDK) des Kommunistischen Bundes für den AStA. Von 1979 bis 1980 war Trittin dann in einer Funktion im AStA, zuständig für das Außenreferat. Zeitgleich war er von 1979 bis 1980 Präsident des Studentenparlaments (StuPa). Dort lernte er auch den Sozialdemokraten Thomas Oppermann kennen. In dieser Funktion organisierte er Demonstrationen unter anderem gegen Rekrutengelöbnisse der Bundeswehr und war als Hausbesetzer in Göttingen aktiv. Trittin bewegte sich im breiten Umfeld der Göttinger K-Gruppen und war aktives Mitglied (bis 1980) des vom Verfassungsschutz beobachteten Kommunistischen Bundes. Nach Aussagen ehemaliger Kommilitonen wurde er jedoch nie militant oder gewalttätig aktiv. Trittin bezeichnete später einzelne Aktionen seines „links-maoistischen“ Aktivismus als „illegal“.
Trittin gehörte dann Anfang der 1980er Jahre – wie auch die Politiker Thomas Ebermann und Rainer Trampert – der Gruppe Z an, einer Abspaltung des Kommunistischen Bundes, die sich aus linksökologischer Sicht bei den Grünen engagieren wollte. Seine spätere Frau, Gründungsmitglied der grünen Partei in Göttingen, holte ihn 1980 zu den Grünen. Seit diesem Jahr ist Trittin offiziell Parteimitglied. 1981 wurde er wissenschaftlicher Assistent der Stadtratsfraktion der linken Alternativen-Grünen-Initiativen-Liste (AGIL) in Göttingen. Von 1982 bis 1984 war Trittin Geschäftsführer der AGIL-Stadtratsfraktion. 1984 wählte der Kreisverband der Grünen in Göttingen ihn in einer Kampfabstimmung gegen Sonja Schreiner als Kandidat für den Niedersächsischen Landtag auf die Landesliste.

### Landtagsabgeordneter und Minister in Niedersachsen (1984–1994)
Nachdem Trittin von 1984 bis 1985 Pressesprecher der Grünen-Landtagsfraktion Niedersachsen war, rückte er 1985 aufgrund des damals bei den Grünen praktizierten Rotationsprinzips in den Niedersächsischen Landtag nach und wurde noch im selben Jahr zum Fraktionsvorsitzenden gewählt. Das Amt hatte er bis 1986 und erneut von 1988 bis 1990 inne.
Von Juni 1990 bis Juni 1994 war er im Kabinett Schröder I Minister für Bundes- und Europaangelegenheiten des Landes Niedersachsen. Wegen des bei den Grünen damals herrschenden Prinzips der Trennung von Amt und Mandat schied Trittin aus dem Landtag aus. Nach dem Ende der rot-grünen Koalition kehrte er 1994 in den Landtag zurück und wurde stellvertretender Fraktionsvorsitzender.

### Bundessprecher von Bündnis 90/Die Grünen (1994–1998)
Im Dezember 1994 wurden Trittin und Krista Sager als Sprecher des Bundesvorstandes von Bündnis 90/Die Grünen gewählt. Trittin erhielt ohne Gegenkandidaten 499 von 584 gültigen Stimmen. Sein Landtagsmandat legte er deshalb erneut nieder.
Ab 1996 bildete er zusammen mit Gunda Röstel das Führungsduo an der Parteispitze.
Mit dem Einzug in den Bundestag nach der Bundestagswahl 1998 gab er dieses Amt auf.

### Bundesumweltminister (1998–2005)
Nach der Bundestagswahl 1998 löste die erste rot-grüne Bundesregierung unter Bundeskanzler Gerhard Schröder das bisherige schwarz-gelbe Kabinett Kohl V ab. Bündnis 90/Die Grünen besetzten drei Ressorts im Kabinett Schröder I. Joschka Fischer übernahm das Außen-, Andrea Fischer das Gesundheits- und Trittin das Umweltministerium. Am 27. Oktober 1998 wurde Trittin als Bundesminister für Umwelt, Naturschutz und Reaktorsicherheit vereidigt; seine Amtsvorgängerin war Angela Merkel.
In der ersten Legislaturperiode der rot-grünen Regierung war Trittin das bevorzugte Angriffsziel der Opposition und der Wirtschaft. Konfliktthemen waren besonders der von Trittin ausgehandelte Atomausstieg und die Ökosteuer. Dabei geriet er wiederholt in Auseinandersetzungen mit dem Bundeskanzler; mehrfach wurde über einen Rücktritt Trittins spekuliert. So wies Gerhard Schröder Trittin nach Intervention der deutschen Autohersteller unter Hinweis auf seine Richtlinienkompetenz an, die Altautorichtlinie der EU im Ministerrat abzulehnen. Diese sah vor, dass Hersteller Altfahrzeuge zurücknehmen müssten. Trittin setzte im Ministerrat einen Kompromiss durch, der auch vom Europäischen Parlament verabschiedet wurde. Deutschland setzte die Richtlinie zum 1. Juli 2002 durch die Altfahrzeug-Verordnung um. Es gilt als wahrscheinlich, dass Gerhard Schröder seinen Umweltminister andernfalls aus dem Kabinett entlassen hätte. Im Januar 2000 musste Trittin auf Druck der Energiewirtschaft und des Bundeskanzlers zudem den Stopp der Atommülltransporte zur Wiederaufarbeitung zurückziehen.
Ein Leitgedanke der rot-grünen Politik war die Energiewende. Am 1. April 2000 trat das Erneuerbare-Energien-Gesetz in Kraft, das als „Herzstück der rot-grünen Energie- und Klimapolitik“ galt. Das Gesetz förderte die Stromerzeugung durch erneuerbare Energien in Deutschland entscheidend. Am 14. Juni 2000 wurde der Atomkonsens durch einen Vertrag zwischen der Bundesrepublik und den Betreibergesellschaften eingeleitet, der den Atomausstieg innerhalb von 32 Jahren vorsah. Der Vertrag wurde 2002 durch die Novellierung des Atomgesetzes rechtlich abgesichert. Am 14. November 2003 ging als erstes das AKW Stade vom Netz. Der Atomausstieg war ein zentrales und identitätsstiftendes Ziel seit der Gründung der Grünen Partei. Deshalb galt der Atomausstieg einerseits als wichtigster Erfolg der rot-grünen Politik, andererseits wurde dieser gerade von der Parteibasis als viel zu zögerlich kritisiert. Trittin als verantwortlichem Bundesminister wurde die Schuld daran gegeben. Im Herbst 2001 wurde der Reaktor 2 des Kernkraftwerks Philippsburg, für dessen Betrieb die Landesregierung von Baden-Württemberg (Kabinett Teufel IV) zuständig war, auf Druck Trittins mehrere Wochen lang abgeschaltet.
In die erste Amtszeit Trittins als Umweltminister fiel auch das endgültige Aus der geplanten Magnetschnellbahn Berlin–Hamburg. Nachdem die Fraktion der Grünen im Deutschen Bundestag schon 1995 die Einstellung des Projekts und den Ausbau der bestehenden Bahnstrecke beantragt hatten und auch der BUND bis zum Schluss aufgrund des hohen Energieverbrauchs der Magnetschwebebahn und der Zerstörung mehrerer Naturschutzgebiete entlang der geplanten Trasse verschiedene Proteste bis hin zu einer Beschwerde bei der Europäischen Kommission eingereicht hatte, wurde das Scheitern des Projekts von Trittin nicht nur begrüßt, sondern auch als Erfolg grüner Regierungspolitik bewertet.
Weitere wichtige Projekte waren das Klimaschutzprogramm vom 18. Oktober 2000 und eine Novelle zum Bundesnaturschutzgesetz im Jahr 2001. Zu einem Machtkampf mit der Industrie kam es vor der Einführung des Einwegpfands.
In der zweiten Legislaturperiode der rot-grünen Bundesregierung nach der Bundestagswahl 2002 gab es deutlich weniger Konflikte und weniger Erfolge. Offene Spannungen traten jedoch zwischen dem Umweltministerium und dem von Wolfgang Clement geführten Wirtschaftsministerium auf. Während Trittin erneuerbare Energien unterstützte, setzte der ehemalige nordrhein-westfälische Ministerpräsident Clement auf die heimische Steinkohle. 2003 wurde das Klimaschutzziel für 2005 aufgegeben, das bereits 1991 auf gesamtdeutsch minus 25 % gegenüber dem Bezugsjahr 1990 abgeschwächt worden war. Die Mineralölsteuer auf Benzin und Dieselkraftstoff stieg in den ersten Jahren seiner Amtszeit in fünf jährlichen Schritten um je 3,07 Cent/Liter, gefolgt von Stillstand seit dem 1. Januar 2003.
Nachdem die Landwirtschaftsministerin Renate Künast zur Vorsitzenden der Bundestagsfraktion Bündnis 90/Die Grünen gewählt worden war, nahm Trittin ab dem 4. Oktober 2005 kurzzeitig zusätzlich die Geschäfte des Bundesministers für Verbraucherschutz, Ernährung und Landwirtschaft wahr. Nach der Bundestagswahl 2005 und der Wahl von Angela Merkel zur Bundeskanzlerin endete am 22. November 2005 die Amtszeit des Kabinetts Schröder II und damit auch Trittins Amtszeit.

### Als Bundestagsabgeordneter (2005–2024)

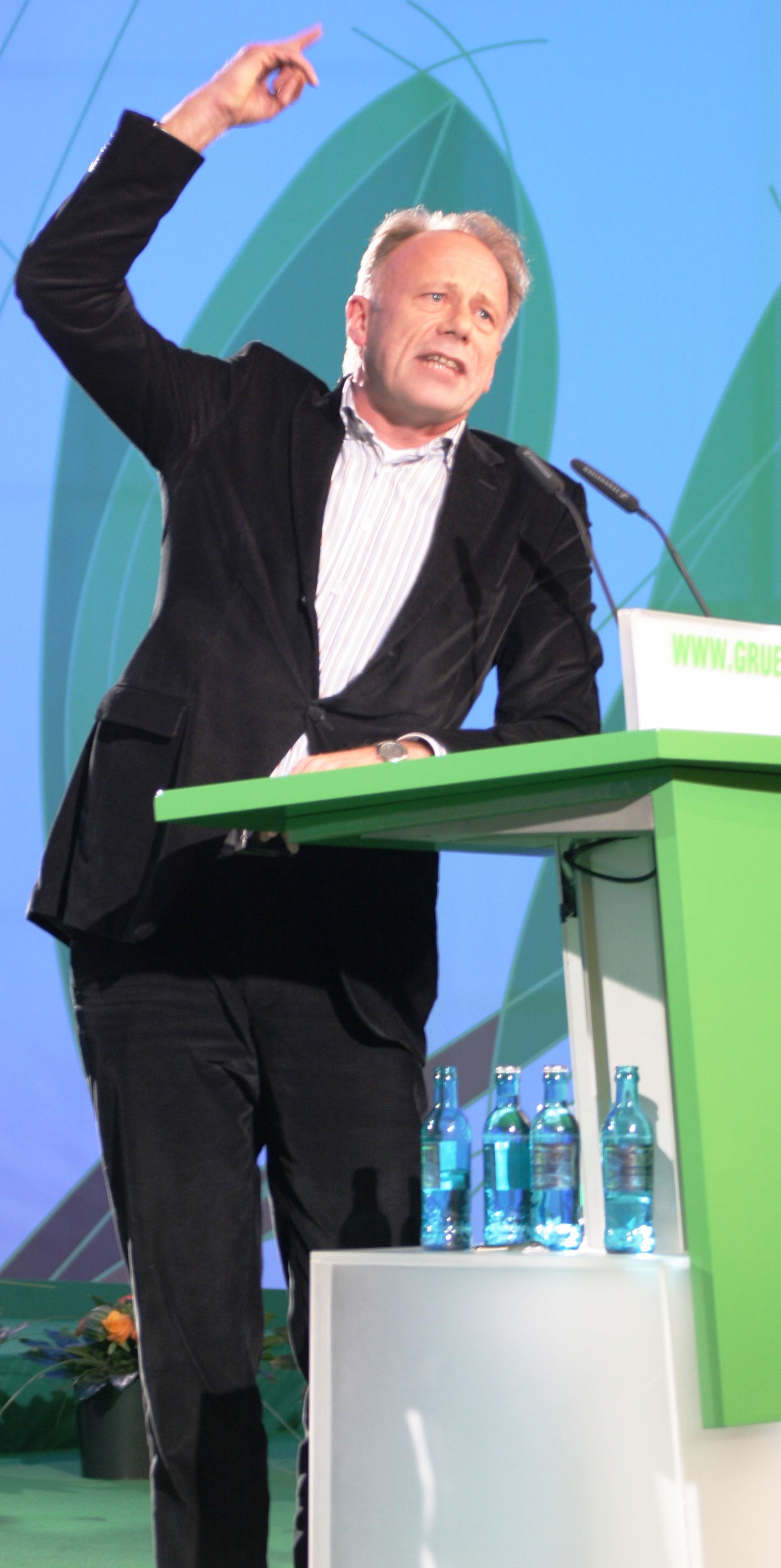
Trittin auf dem Bundesparteitag der Grünen 2006

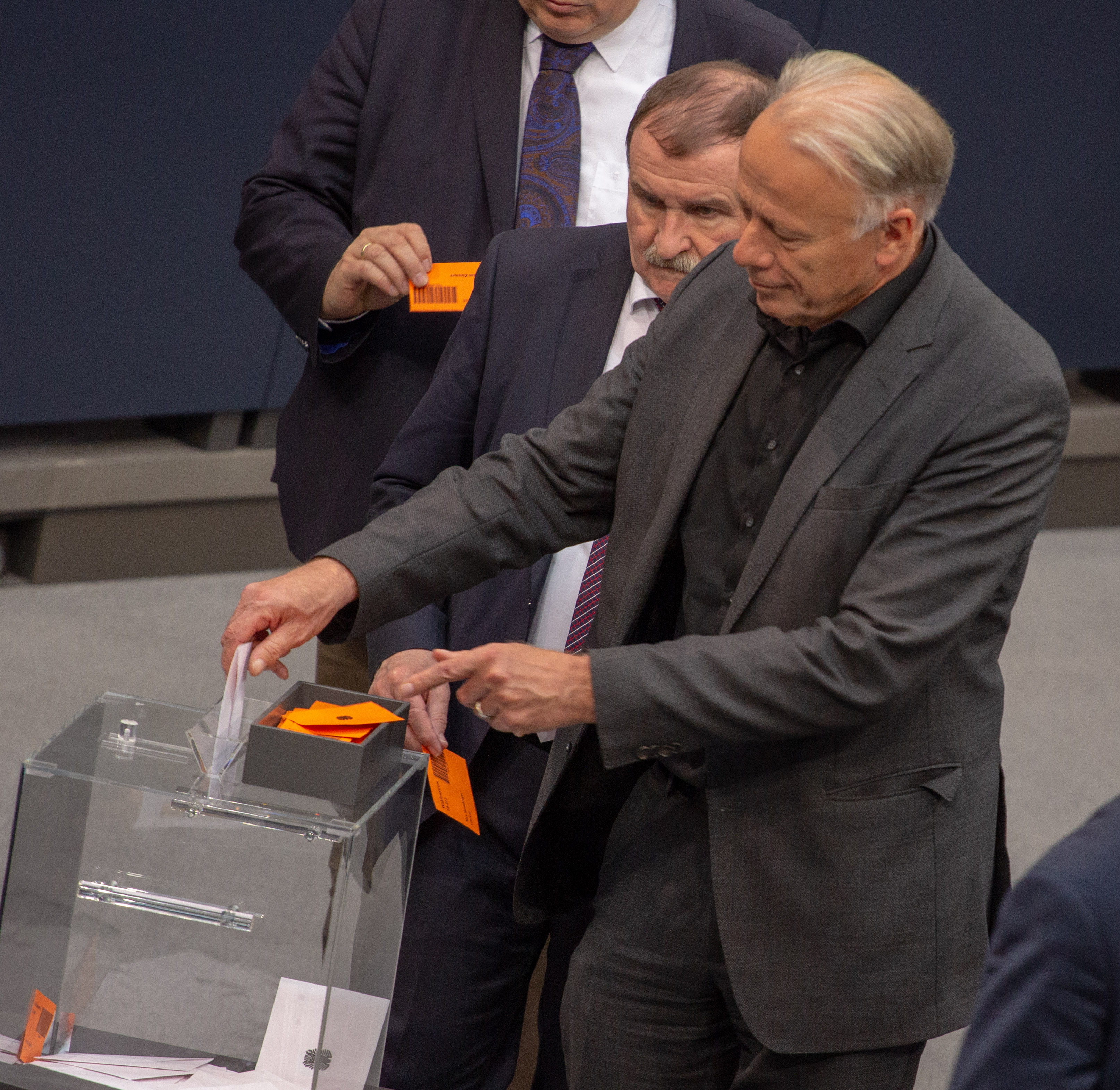
Jürgen Trittin, 2019 im Deutschen Bundestag

Nach der Bundestagswahl 2005 scheiterte er bei der Wahl zum Fraktionsvorsitzenden gegen Fritz Kuhn und wurde stattdessen stellvertretender Vorsitzender sowie politischer Koordinator des Fraktionsarbeitskreises IV „Außenpolitik, auswärtige Kulturpolitik, Menschenrechte, Entwicklungspolitik, Verteidigung, Europa“. Als Direktkandidat im Wahlkreis Göttingen erreichte er bei der Bundestagswahl 2005 7,8 % der Erststimmen.
Im November 2008 wählte die Bundesdelegiertenversammlung der Grünen Renate Künast und Trittin zu ihren Spitzenkandidaten für die Bundestagswahl 2009. Er führte, gemeinsam mit Brigitte Pothmer, erneut die niedersächsische Landesliste an und war zudem wieder Direktkandidat im Wahlkreis Göttingen, wo er 13,0 % der Erststimmen erhielt. Nach der Wahl wurde er am 6. Oktober 2009 zusammen mit Renate Künast Vorsitzender der Bundestagsfraktion Bündnis 90/Die Grünen. Trittin war von 2014 bis 2023 Mitglied im Auswärtigen Ausschuss sowie stellvertretendes Mitglied im Ausschuss für Angelegenheiten der Europäischen Union und im Ausschuss für Wirtschaft und Energie. Er gehörte außerdem von 2000 bis 2013 dem Parteirat der Grünen an.
Im September 2010 wurde er Opfer eines Tortenwurfs in Hannover, als er an einer Podiumsdiskussion in einem der Republik Freies Wendland nachempfundenen Hüttendorf teilnahm.
Im Oktober 2012 bestimmten die Mitglieder seiner Partei ihn und Katrin Göring-Eckardt in einer Urwahl zu den Spitzenkandidaten für die Bundestagswahl 2013. Aufgrund des enttäuschenden Wahlergebnisses seiner Partei im Jahre 2013 gab er bekannt, nicht erneut als Fraktionsvorsitzender anzutreten.
Bei den Sondierungsgesprächen zur Bildung einer Jamaika-Koalition 2017 war er Verhandlungsführer der Grünen für die zentralen Themen der Haushalts- und Steuerpolitik.
Trittin legte sein Bundestagsmandat zum 5. Januar 2024 nieder. Für ihn rückte Ottmar von Holtz in den Bundestag nach.
Trittin zog stets über die Landesliste Niedersachsen in den Deutschen Bundestag ein.

## Politische Positionen
1989 war er Mitbegründer der antifaschistischen Zeitschrift Der Rechte Rand.
Trittin wurde im Jahr 1998 zum linken Flügel der Partei gerechnet. In den parteiinternen Flügelkämpfen der Grünen fiel ihm deshalb lange die Rolle eines linken Gegenpols zu dem „Realo“ Joschka Fischer zu. Zugleich gilt er als pragmatischer und nüchterner Taktierer. Anders als die sogenannten Fundamentalisten („Fundis“) steht er für die Idee einer Durchsetzung sozialer und ökologischer Politikziele durch die Beteiligung der Grünen an Regierungskoalitionen.
Seit seinem Ausscheiden aus dem Amt des Umweltministers engagiert sich Trittin in seiner parlamentarischen Arbeit vor allem in der Außenpolitik und der Europapolitik. In der Energieaußenpolitik plädierte er für einen weltweiten Ausbau erneuerbarer Energien und gegen die Abhängigkeit der Weltwirtschaft vom Erdöl.
Vor der Bundestagswahl 1998 äußerte er, er wolle die NATO „nicht auf-, sondern ablösen“. Als Mitglied der Regierung Schröder warb er 2000 für die Abschaffung der Wehrpflicht, was z. B. der damalige Bundesverteidigungsminister Rudolf Scharping ablehnte.
Während der Abhöraffäre forderte Trittin im Juli 2013 eine Revision der Beziehungen zu den USA und forderte Asyl für den Whistleblower Edward Snowden.
In der Eurokrisenpolitik stellte sich Trittin sowohl gegen Peer Steinbrücks als auch gegen Angela Merkels Positionen. So war er offen für einen weiteren Schuldenschnitt für Griechenland.
Trittin lehnte im Wahlkampf vor der Bundestagswahl 2013 die Pkw-Maut ab und plädierte für eine Ausweitung der Lkw-Maut auf Ausweichstrecken.
Zur Flüchtlingsfrage (während des Kosovokriegs kamen zahlreiche Migranten nach Deutschland) äußerte Trittin 1993, CDU/CSU und Teile der SPD gäben auf sie „eine rassistische Antwort“. Deutschland sei ein „in allen Gesellschaftsschichten und Generationen rassistisch infiziertes Land“.
Bei dem Konflikt zwischen Deutschland und den USA über das Pipelineprojekt Nord Stream 2 trat Trittin anders als seine Parteikollegen, die eine gemeinsame Resolution des Bundestags dagegen ablehnten, für Gegenwehr gegen die Sanktionsdrohungen aus den USA ein.
Trittin fordert ein europäisches Lieferkettengesetz, um sicherzustellen, dass keine Waren aus Zwangsarbeit in die EU importiert werden dürfen. Die fortwährenden Menschenrechtsverletzungen in der Volksrepublik China widerlegten die Vorstellung von „Wandel durch Handel“.
Im November 2022 stimmte er als einer von neun Abgeordneten in der Grünen-Bundestagsfraktion gegen die Änderung des Atomgesetzes, das den Weiterbetrieb um vier Monate verlängerte.
Im November 2023 erhob Trittin während des Krieges in Israel und Gaza die Forderung, „deutsche Medien sollten sich zur Unterstützung Israels verpflichten“; der Deutsche Journalisten-Verband verwahrte sich dagegen und erklärte, er „verbittet sich Belehrungen von Politikern darüber, wie Journalisten mit den Themen Judentum und Israel umgehen“.

## Nebentätigkeiten, Einkünfte und Mitgliedschaften
Trittin erzielte keine dem Bundestagspräsidenten anzeigepflichtigen Einkünfte. Honorare für Vorträge und Fernsehauftritte spendet er nach eigenen Angaben sozialen Projekten.
Er ist Mitglied im Beirat der Akademie Waldschlösschen, Schirmherr von Borneo Orangutan Survival Deutschland und des deutsch-polnischen Projekts zur Waldökosystemforschung Inpine, Kuratoriumsmitglied des Weltfriedensdienstes, der Stiftung Initiative Mehrweg und nach eigenen Angaben Mitglied bei fesa e. v. (Freiburg), der Gewerkschaft ver.di sowie der Europa-Union Parlamentariergruppe Deutscher Bundestag.
Von März bis August 2012 war Trittin Umweltbotschafter des SV Werder Bremen. Diesen Posten gab er ab, als der Klub einen Sponsorenvertrag mit Wiesenhof abschloss und hierfür kritisiert wurde.
Eine kuriose Nebentätigkeit waren Auftritte Trittins als DJ Dosenpfand am Anfang der 2000er Jahre. Nach eigener Aussage hat er die hierfür erhaltenen Honorare gespendet.

## Öffentliche Wahrnehmung

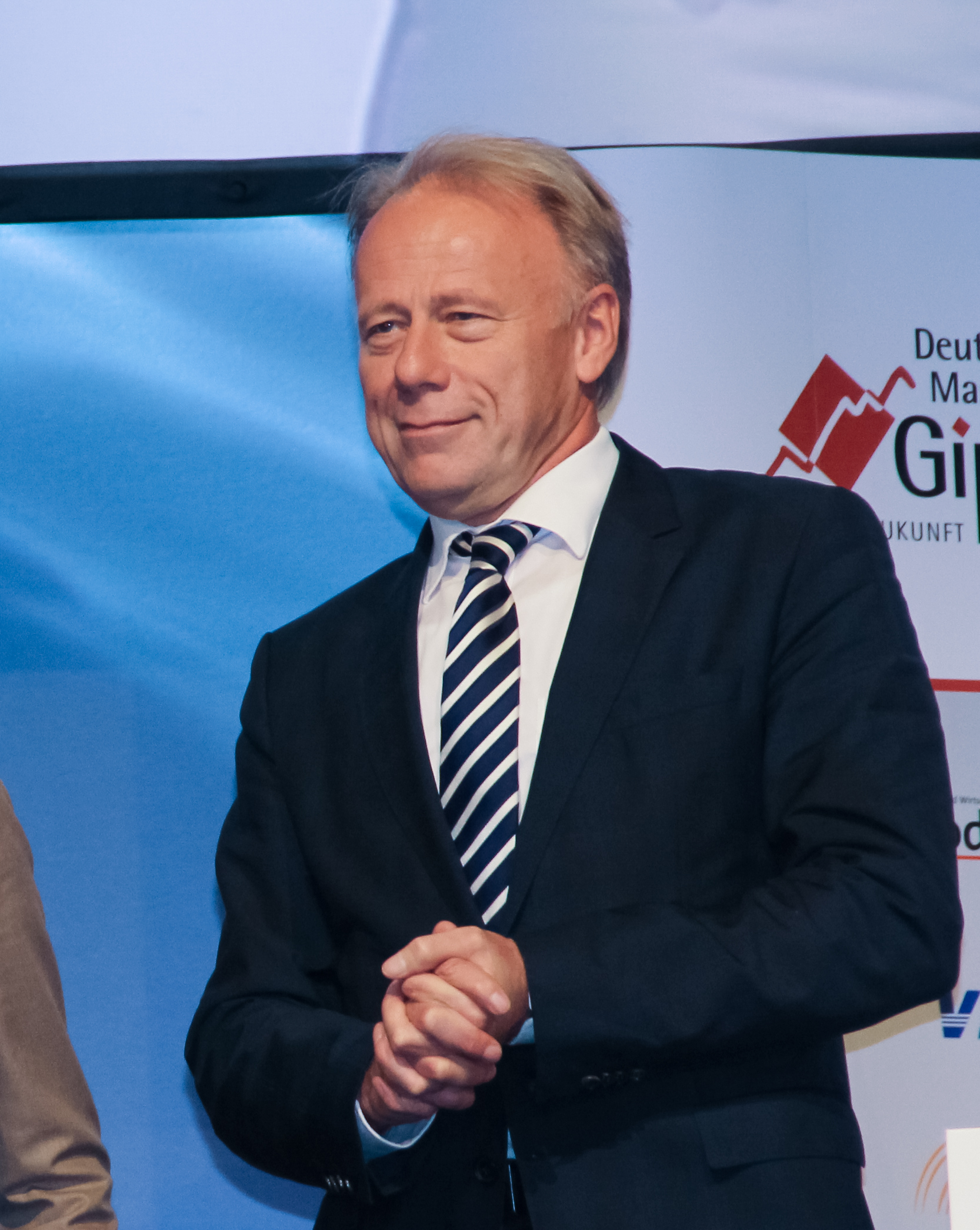
Jürgen Trittin (2012)

Trittin wurde während seiner Amtszeit als Bundesminister als „fleißig, machtbewusst, rhetorisch stark, ‚störrisch‘, links, fachlich kompetent, staatsmännisch, polarisierend, provokativ; kantig, kämpferisch, Mann mit eigener Meinung“ charakterisiert. Als Parteisprecher galt er als geradlinig, zielstrebig und konfliktbereit, aber auch als arrogant, unnahbar und verbohrt. Krista Sager beschrieb ihn als „innerlich wie gepanzert“. Joschka Fischer formulierte positiver: „Er kann gut wegstecken.“
Er wird aufgrund seiner Auftritte (u. a. bei einer Kundgebung der linken Initiative Gelöbnix 1998) und seiner oft scharfen Polemik, etwa der Bezeichnung eines öffentlichen Gelöbnisses der Bundeswehr als „ein perverses Ritual“ oder der Aussage, das Treffen der NATO-Außenminister in Berlin diene der „Militarisierung der europäischen Außenpolitik“, von politischen Gegnern immer wieder heftig kritisiert. Beispielhaft dafür stehen Beschimpfungen Trittins als „Ökostalinist“ durch den ehemaligen Bundeswirtschaftsminister Michael Glos oder „Salonbolschewist“ durch den damaligen Generalsekretär der CSU, Markus Söder.
Trittin wurde 2001 von Michael Buback kritisiert, er habe sich nicht vom sogenannten Mescalero-Brief distanziert, in dem 1977 unter anderem von „klammheimlicher Freude“ über den Tod des RAF-Opfers Siegfried Buback die Rede war. Trittin machte sich den Inhalt des Briefes nach eigener Aussage hingegen explizit nicht zu eigen und verteidigte seine damaligen Anmerkungen als Fachschaftsvertreter an der Georg-August-Universität Göttingen als eine „trotzige Verteidigung der Meinungsfreiheit“.
Im 2004 erschienenen Film Agnes und seine Brüder von Oskar Roehler spielt Herbert Knaup einen grünen Staatssekretär, der für das Dosenpfand kämpft. Die Figur wurde als Anspielung auf Trittin gedeutet.
2006 verlieh ihm das Forum Ökologisch-Soziale Marktwirtschaft den Adam-Smith-Preis für marktwirtschaftliche Umweltpolitik.
Von konservativen und rechten politischen Gegnern, wie den AfD-Politikern Alexander Gauland und Albrecht Glaser oder dem CSU-Ortsverband Landshut-Stadt Ost, wird Trittin häufig der Ausspruch „Deutschland verschwindet jeden Tag immer mehr, und das finde ich einfach großartig“ während der Plenarsitzung des Bundestags am 23. April 1999 unterstellt. Diesen Satz hat Trittin nachweislich nicht gesagt.
Im Sommer 2012 war er Teilnehmer der Bilderberg-Konferenz im amerikanischen Chantilly (Virginia), eines Treffens von Personen aus Wirtschaft, Politik und anderen gesellschaftlichen Bereichen, was in seiner Partei gespaltene Reaktionen hervorrief.
Im September 2013 machten die vom Vorstand von Bündnis 90/Die Grünen mit einer Untersuchung „pädophiler Forderungen in den Milieus der Neuen Sozialen Bewegungen sowie der Grünen“ beauftragten Göttinger Politikwissenschaftler Franz Walter und Stephan Klecha bekannt, dass Trittin im Jahr 1981 die presserechtliche Verantwortung für das Kommunalwahlprogramm der Alternativen-Grünen-Initiativen-Liste (AGIL) in Göttingen innehatte, worin durch die Gruppe „Homosexuelle Aktion Göttingen“ neben einer umfassenden Gleichstellung Homosexueller auch gefordert wurde, die Paragraphen 174 (Sexueller Missbrauch von Schutzbefohlenen) und 176 (sexueller Missbrauch von Kindern) des StGB so zu fassen, „daß nur Anwendung oder Androhung von Gewalt oder der Mißbrauch eines Abhängigkeitsverhältnisses unter Strafe stehen“. Trittin räumte den Vorgang gegenüber der taz ein und kündigte eine lückenlose Aufklärung des Vorfalls an. Walter nahm Trittin gegen die von anderen Parteien geäußerte Kritik in Schutz; die „Hysterie“ um den Vorfall sei überzogen.

## Schriften (Auswahl)
- Kriegsbeteiligung oder Friedenspolitik. Drei Interventionen. Niedersächsisches Ministerium für Bundes- und Europaangelegenheiten, Pressereferat, Hannover [1991].
- Das Grundrecht auf Asyl ist eine mahnende Lehre aus dem Tagebuch der Anne Frank (= Schriftenreihe der Niedersächsischen Landeszentrale für Politische Bildung, Aktuelles zum Nachdenken. Folge 5). Niedersächsische Landeszentrale für Politische Bildung, Hannover 1992.
- Gefahr aus der Mitte. Die deutsche Politik rutscht nach rechts. Verlag Die Werkstatt, Göttingen 1993, ISBN 3-923478-88-7.
- From Rio to Johannesburg. Contributions to the globalization of sustainability (= Heinrich-Böll-Stiftung, World summit papers of the Heinrich Boell Foundation. Nr. 5). Heinrich-Böll-Stiftung, Berlin 2001.
- Welt um Welt. Gerechtigkeit und Globalisierung. Aufbau-Verlag, Berlin 2002, ISBN 3-351-02542-4.
- Stillstand – made in Germany: Ein anderes Land ist möglich! Gütersloher Verlagshaus, Gütersloh 2014, ISBN 978-3-579-07078-0.
- Alles muss anders bleiben. Eine politische Autobiografie, Droemer, München 2024, ISBN 978-3-426-44913-4.